# Riečka (Banská Bystrica)
|  | No s'ha de confondre amb Riečka (Rimavská Sobota). |

Riečka és un poble i municipi d'Eslovàquia que es troba a la regió de Banská Bystrica.

## Història
La primera menció escrita de la vila es remunta al 1455.

## Demografia
| Godina             | 1994 | 2004    | 2014    | 2024    |
| ------------------ | ---- | ------- | ------- | ------- |
| Nombre de persones | 522  | 604     | 764     | 868     |
| Diferència         |      | +15,70% | +26,49% | +13,61% |

| Godina             | 2023 | 2024   |
| ------------------ | ---- | ------ |
| Nombre de persones | 873  | 868    |
| Diferència         |      | −0,57% |